# Août 1807

## Événements

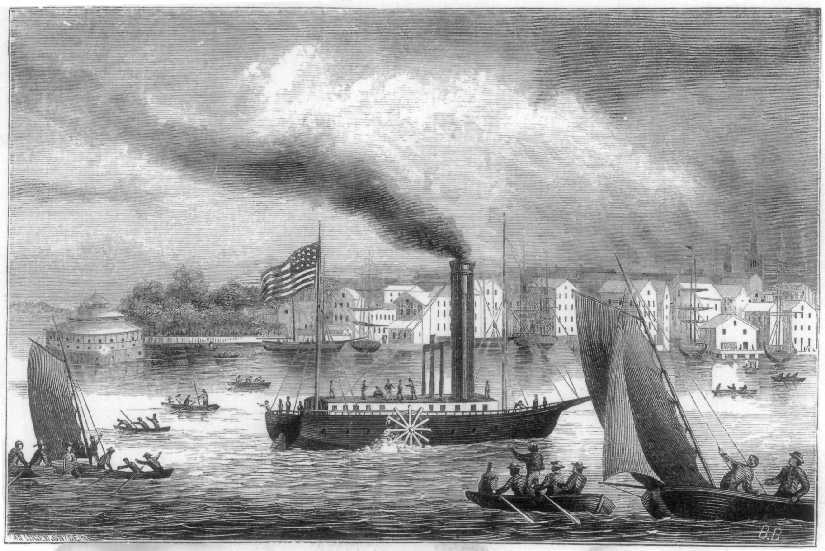
Le Clermont de Robert Fulton

- 9 août, France : disgrâce de Talleyrand.
- 16 août : Jérôme Bonaparte devient roi de Westphalie.
- 17 août, États-Unis : première navette commerciale d'un navire à vapeur au monde. Le Clermont, construit par Robert Fulton, parcourt en 32 heures les 240 km qui séparent la ville de New York d'Albany.
- 19 août : suppression du Tribunat[1].
  - Rentré à Paris après Tilsitt, Napoléon renforce le caractère autoritaire du régime et poursuit ses réformes intérieures, assurant son absolutisme sur tous les plans : contrôle de la police et de l’Université impériale par le grand maître Fontanes, suppression du Tribunat créé sous le Consulat (sénatus-consulte du 18 août), verrouillage des libertés publiques.
- 20 août : capitulation de Stralsund[1].

## Naissances
- 12 août : George Busk (mort en 1886), chirurgien, zoologiste et paléontologue britannique.
- 13 août : Kaspar Braun, peintre, dessinateur, illustrateur, graveur sur bois, et éditeur allemand († 29 octobre 1877).
- 15 août : Jules Grévy, président de la République française († 9 septembre 1891).
- 24 août : Jules Verreaux, ornithologue français († 7 septembre 1873).

## Décès
- 4 ou 14 août 1807 : Jacques Gabriel Louis Leclerc de Juigné, militaire français (°14 mai 1727).